# Чехов (Сахалинская область)
Че́хов (с 1905 по 1946 — Нода; яп. 野田) — село (с 1947 по 2004 — город) в Холмском городском округе Сахалинской области.
Население — 2305 чел. (2021).
Село расположено на западном побережье Сахалина, в устье реки Чеховка и Рудановского, в 129 км от Южно-Сахалинска, и в 44 км от районного центра Холмска.

## История
Город был основан после присоединения Южного Сахалина к Японии в 1915 году под названием Нода. Город входил в состав уезда Маока, Карафуто. Нода был вторым по величине и по численности населения городом в уезде, являлся одним из больших промышленных городов того времени. В 1921 году в населённом пункте появилась железная дорога.
В 1945 году, после освобождения города Нода, сразу было организовано гражданское управление под руководством майора Тарабрина. Началось освоение новых земель. Сюда начали прибывать люди-переселенцы со всех уголков страны. Спустя год был образован район, а в 1947 году Нода был переименован в Чехов в честь знаменитого русского писателя Антона Павловича Чехова, посетившего остров Сахалин в конце XIX века.

### Развитие города
После освобождения в городе велось массовое строительство типовых многоэтажных домов. Постройки были невысокие, их строили пяти-, четырёх- и трёхэтажными, для того, чтобы их не разрушило землетрясение. В конце 1950-х начале 1960-х годов Байковский рыбный комбинат построил первые благоустроенные дома. В это время была построена общеобразовательная школа №1. Целлюлозно-бумажным заводом в городе был построен клуб и детский сад.
Предприятиями велось строительство детского пионерского лагеря «Рассвет». Лагерь был построен для детей и рабочих бумажного завода. По инициативе секретаря городского комитета Партии В. Бородина в 1954 году создавалась туристическая база отдыха «Верхнее озеро». На турбазе каждым заводом для своих рабочих были построены благоустроенные дома для отдыха в выходные дни.
С увеличением площадей комбината началось развитие жилищного фонда, увеличилось количество многоэтажных домов микрорайоне «Северный».
Уже в начале 1950-х в городе начинал активно строиться и действовать кинотеатр «Утёс». Поначалу в здании кинотеатра планировали построить Дом культуры, но планы поменялись и в здании был построен кинотеатр. Примерно в то же время строился городской дом культуры. Около культурного центра был поставлен памятник серпу и молоту. В 1968 году в городе открылась музыкальная школа. В 1975 ходу по инициативе председателя горисполкома Воронкова в городе около дома культура был установлен памятник-бюст Антону Чехову, а после он был перенесён на Привокзальную площадь.
В 1980-е Чехов представлял собой солидный промышленный центр, имеющий собственную инфраструктуру, с населением около 10 тысяч человек. В городе имелось три школы, семь детских садов. Помимо этого в городе работала городская служба быта, химчистка, ремонтно-бытовая техника, две библиотеки, два дома культуры и кинотеатр. Сюда также гастролировали ансамбли и народные творчества. Также в городе имелся любительский театр. Это был один из процветающих городов. 
С начала 1990-х город развивался менее интенсивно: в связи с закрытием предприятий начало уезжать население. К началу 2000-х годов население уменьшилось в три раза. С 2004 году ввиду того, что в городе не осталось промышленных предприятий, а население значительно сократилось, Чехов лишили статуса города.
Чехов являлся административным (районным) центром Чеховского района с 1963 по 1965 года.

### Экономическое развитие города
В феврале 1922 года акционерным бумагоделательным обществом «Ози» в городе Нода была открыта бумажная фабрика, ставшая впоследствии градообразующим предприятием.
В 1946 году на базе предприятия Японии из двух рыбоперерабатывающих предприятий был образован Байковский рыбоконсервный комбинат.
В 1946 году на базе бумажной фабрики начал действовать целлюлозно-бумажный завод. На должность первого директора комбината был назначен Кирьянов А. П.
В начале 1950-х годов в городе строится шлакоблочный завод и хлебокомбинат. К этому времени в городе уже работала семилетняя школа, Байковский судоремонтный завод и целлюлозно-бумажный комбинат.
В конце 1940-х начале 1950-х годов введен в строй Чеховский пищекомбинат, на котором начался выпуск сладкой продукции.
В 1954 году из двух мелких рыболовецких хозяйств организован рыболовецкий колхоз имени Калинина.
В 1959 году был образован звероводческий совхоз «Чеховский».
В 1970-х годах был образован телевизионный центр на паях.
С началом перестройки многие предприятия в городе начали закрываться, сильнейшим ударом для города стало закрытие Чеховского целлюлозно-бумажного завода (ЦБЗ) сокращение штатов Байковского судоремонтного завода (СРЗ), являвшихся градообразующими предприятиями.

## Население
| 1925  | 1935  | 1959  | 1970  | 1979  | 1989  | 2002  |
| ----- | ----- | ----- | ----- | ----- | ----- | ----- |
| 4742  | ↗6533 | ↗9220 | ↘7949 | ↘7881 | ↗7901 | ↘4944 |
| 2010  | 2013  | 2021  |       |       |       |       |
| ↘3389 | ↘3134 | ↘2305 |       |       |       |       |

## Транспорт
Через Чехов проходит трасса регионального значения Р490. До Холмска дорога поддерживается в хорошем состоянии, а до г. Томари в распутицу возможно движение только на машинах с высокой проходимостью, зимой на трассе лавиноопасно, так как трасса пролегает на нижних террасах сопок.
Чехов имеет транспортное сообщение с городами Южно-Сахалинск, Холмск, Томари, а также сёлами Красноярское и Новосибирское (с Томари 3 раза в неделю, только пригородным поездом). До Холмска из Чехова курсирует пригородный поезд (3 раза в сутки) и автобус № 178 маршрута (2 раза в сутки). До сёл Красноярское и Новосибирское в конце 2016 года введены маршруты № 175 и № 177. А до Южно-Сахалинска добраться возможно только с частным извозчиком или на такси.
Также в селе присутствует внутригородское сообщение представленное маршрутами № 1 и № 176 Железнодорожный вокзал — Ул. Северная (обслуживается двумя автобусом: ПАЗ-3205) Железнодорожный вокзал — Куйбышево. 

## Планировка
Чехов неофициально состоит из трёх микрорайонов «Город», «Северный» и «Куйбышев».
- «Город» — старейший микрорайон Чехова. В «Городе» находятся почти все объекты жизнеобеспечения и предприятия села. Ранее в «Городе» находились Рыбколхоз им. Калинина, Вино-водочный завод и ЦБЗ(ныне не существуют). Основные улицы микрорайона: ул. Ленина и Фабричная. В настоящее время в микрорайоне находятся все экстренные службы, больница, дом культуры, кинотеатр, почта, Ж/Д Вокзал, Администрация, школа и автомастерская.
- «Северный» — спальный район Чехова, именно в нём проживает большинство селян. Микрорайон относительно новый и застроен домами 1970-х — 1980-х годов постройки. Основные улицы — ул. Северная, ул. Парковая и ул. Чапаева. Из микрорайона отправляются все маршрутные такси. Также в «Северном» микрорайоне находится электроподстанция «Западных электрических сетей», питающая всё село.
- «Куйбышев» — микрорайон состоящий только из частного сектора и дачных участков чеховчан. Во времена Карафуто в районе «Куйбышева» велась активная добыча леса и действовала узкоколейная Ж/Д, связывающая городскую часть Чехова и лесозаготовки. В «Куйбышеве» также находится чеховский водозабор, питающий водой весь населённый пункт. Из «Куйбышева» на «Северную» есть только одна дорога: через «Город», однако существует прямая тропа через сопку. До середины 2000-х в микрорайоне действовала воинская часть пограничных войск.

Дачный посёлок села находится в 2,5 км восточней «Северного» микрорайона, за электроподстанцией.
Нежилой посёлок Байково, в котором находится судоремонтный завод, также считается частью Чехова.

## Экономика
Ранее в Чехове действовали:
- Чеховский целлюлозно-бумажный комбинат (градообразующее предприятие, закрыт в середине 1990-х)

Предприятие открыто в феврале 1922 года. С конца 1950-х годов комбинат перешёл на расширение своих производственных площадей. Завод приступил к освоению новых цехов и новым технологиям по производству бумаги. Основным производственным материалом была писчая бумага. Начало 1990-х годов было трудным временем для комбината. В 1996 году завод не смог пережить консервацию. В конце концов предприятие было закрыто.
- Байковский рыбоконсервный комбинат

В 1946 году на базе пристани японского предприятия был организован Байковский рыбоконсервный комбинат. Комбинат был образован из двух других «Нодский» и «Новосибирский» рыбных заводов, которые также входили в состав комбината. На территории комбината были построены консервный завод и тунговый цех. Комбинатом выпускались около 2 миллионов консервов. В 1960 году комбинат был переоборудован в Ремонтный завод.
- Рыболовецкий колхоз им. Калинина (закрыт в начале 2000-х)

Рыбная промышленность была одной из ведущих экономик в городе, также состояла на втором месте. В 1954 году из двух небольших колхозов «1 Мая» и «Трудовая дисциплина» был организован Рыболовецкий колхоз им. Калинина. А после, в 1959 году в рабочий рыбколхоз им. Калинина были объединены 8 рыбных хозяйств (колхозов). При объединении число сотрудников и работников составляло 543 человека. Для перевозки экспорта рыбколхозом было куплено судно «РТ-300». С каждым годом росли производственные показатели колхоза. В 1992 году Калининский рыбколхоз был преобразован в колхоз «Сахалинский моряк», а после был закрыт.
- Чеховский пищевой комбинат (закрыт в начале 2000-х);
- Шлакоблочный завод;
- Зверосовхоз им. А. П. Чехова (Находился в с. Новосибирское)

В 1958 году был установлен генеральный план о строительстве в селе Новосибирское зверового совхоза получившего название в честь Антона Чехова. А в 1958 году предприятие преступило к работе. Здесь начали разводить серебристо-голубую и тёмно-коричневую норку. Всю полученную продукцию отправляли на экспорт.
- Байковский судоремонтный завод

В СРЗ был преобразован консервный комбинат. Здесь производили ремонт малых рыболовецких сейнеров РЗ и СРТ. В состав СРЗ входили: ремонтно-лесотарный, судокорпусный цеха; радионавигационный, судоподъёмные промышленные участки.
- Филиал банка «Сахалин-Вест» (закрыт в 2008 г)

В настоящее время в Чехове функционирует только Байковский СРЗ, автомастерская, цех по обработке древесины и мелкие магазины. Основная часть дохода чеховчан это работа у частных предпринимателей, работа вахтовым методом за пределами села и рыболовство (часто незаконное).

## Телевидение и радио
В эфир транслируются 5 телеканалов аналогового вещания:
- Первый канал (Орбита-1)
- Россия 1 (Дубль-2) + местные новости
- НТВ
- Петербург — Пятый канал
- Россия К (Культура) + Euronews.

С 2012 года в Чехове появилось цифровое вещание, представленное стандартным набором из 8 каналов.
Радио представлено всего одной радиостанцией Радио России / ГТРК Сахалин (FM 104,0).

## Объекты, сохранившиеся со времён Карафуто
- Чеховский ЦБК (труба и несколько остовов зданий);
- Автомобильный мост через реку Рудановского (вблизи побережья);
- Два порт-ковша: один на СРЗ, второй на территории бывшего рыбколхоза;
- Школьный павильон «Госинэйхоандэн» начальной школы Нода[12], расположенный на сопке за современной школой;
- Руины храма, Нода-дзиндзя (основан в 1906г), включая тории на сопке рядом с бывшим ЦБК;
- Плотина для забора воды на ЦБК, на реке Рудановского;
- Поминальный камень «Цуйтонохи» (окруженная балюстрадой площадка, в центре которой установлен обелиск с листьями лотоса в основании)[12].

## Климат
- Среднегодовая температура воздуха — 4,2 °C
- Относительная влажность воздуха — 70,4 %
- Средняя скорость ветра — 5,4 м/с

| Среднесуточная температура воздуха в Чехове по данным NASA | Среднесуточная температура воздуха в Чехове по данным NASA | Среднесуточная температура воздуха в Чехове по данным NASA | Среднесуточная температура воздуха в Чехове по данным NASA | Среднесуточная температура воздуха в Чехове по данным NASA | Среднесуточная температура воздуха в Чехове по данным NASA | Среднесуточная температура воздуха в Чехове по данным NASA | Среднесуточная температура воздуха в Чехове по данным NASA | Среднесуточная температура воздуха в Чехове по данным NASA | Среднесуточная температура воздуха в Чехове по данным NASA | Среднесуточная температура воздуха в Чехове по данным NASA | Среднесуточная температура воздуха в Чехове по данным NASA | Среднесуточная температура воздуха в Чехове по данным NASA |
| Янв                                                        | Фев                                                        | Мар                                                        | Апр                                                        | Май                                                        | Июн                                                        | Июл                                                        | Авг                                                        | Сен                                                        | Окт                                                        | Ноя                                                        | Дек                                                        | Год                                                        |
| −7,9 °C                                                    | −7,0 °C                                                    | −3,2 °C                                                    | 1,9 °C                                                     | 6,1 °C                                                     | 10,7 °C                                                    | 14,9 °C                                                    | 16,7 °C                                                    | 14,2 °C                                                    | 8,6 °C                                                     | 0,5 °C                                                     | −5,9 °C                                                    | 4,2 °C                                                     |
| ---------------------------------------------------------- | ---------------------------------------------------------- | ---------------------------------------------------------- | ---------------------------------------------------------- | ---------------------------------------------------------- | ---------------------------------------------------------- | ---------------------------------------------------------- | ---------------------------------------------------------- | ---------------------------------------------------------- | ---------------------------------------------------------- | ---------------------------------------------------------- | ---------------------------------------------------------- | ---------------------------------------------------------- |

## Список улиц села Чехов
| - Амурская; - Базарная; - переулок Бумажный; - Вокзальная; - Восточная; - Гастелло; - Дзержинского; - Западная; - Заречная; - Кирова; | - Комсомольская; - Куйбышева; - Лазо; - Ленина; - Луговая; - Московская; - Мостовая; - Нагорная; - Новая; - Парковая; | - Пограничная; - переулок Пограничный; - Полевая; - Рабочий поселок; - Речная; - переулок Рыбачий; - Первомайская; - Пионерская; - Сахалинская; - Северная; | - Советская; - Театральная; - переулок Трудовой; - Узкоколейная; - Фабричная; - Чапаева; - Школьная; - Шлакоблочная; - Южная; |

## Галерея
- Въезд в Чехов
- Привокзальная площадь
- Начало улицы Северной
- Вид от поликлиники в сторону вокзала